# クロザル
クロザル（黒猿、Macaca nigra）は、哺乳綱霊長目オナガザル科マカク属に分類されるサル。

## 分布
インドネシア北スラウェシ州タンココ・バトゥアングス自然保護区周辺。
個体数はスラウェシ島で約4000 - 6000頭である。

## 形態
顔面の皮膚や体は黒く、頭部の冠毛は長い。尾は短い。

## 生態
熱帯雨林に生息する。50 - 97頭からなる、複雌複雄の群れで生活する。
昼行性で1日の大半を摂食とコミュニケーションに費やす。特に、歯を見せ、笑顔にも見える表情をすることで、相手に対して敵意がないことを示すことが特徴。
主にクワ科イチジク属やウルシ科イボモモノキ属（Dracontomelon）の果物を食べるがそれと同程度に無脊椎動物も食べ、果物が入手しにくくなれば昆虫類、植物の芽や若葉、花を咲かせる植物の茎にも手を出す。オオコウモリ科のコウモリ、森林性のヤモリ、カエル、セキショクヤケイやクロエリヒタキ（Hypothymis azurea）といった鳥類の卵を襲う姿も観察されている。またトウモロコシ、ヤムイモ、キャッサバ、パパイヤ、バナナ、カカオといった作物を略奪する場合もある。
平均寿命は18年。飼育下では、34年生存した記録がある。
天敵は、ヘビである。[要出典科学]

## 人間との関係
生息地では食用とされることもある。生息地の破壊や狩猟などにより、生息数は減少している。一方でモルッカ諸島のバカン島に移入された個体群は、害獣とみなされている。

## 関連文献
英語:
- O'Brien, Timothy G.; Kinnaird, Margaret F. (1997). “Behavior, diet, and movements of the Sulawesi crested black macaque”. International Journal of Primatology 18:  321-351. doi:10.1023/A:1026330332061.
- Rosenbaum, Barry; O'Brien, Timothy G.; Kinnaird, Margaret; Supriatna, Jatna (1998a). “Population densities of Sulawesi crested black macaques (Macaca nigra) on Bacan and Sulawesi, Indonesia: effects of habitat disturbance and hunting”. American Journal of Primatology 44:  89-106.
- Rosenbaum, B.; Southwick, C.; Supriatna, J.; Muskita, Y.; Yunuar, A.; Sinaga, R.; Sapulette, R. (1998b). “A survey of population and habitat of the Sulawesi crested-black macaque (Macaca nigra) on Bacan Island, Maluku, Indonesia”. Tropical Biodiversity 5 (2):  139-154.
- Bynum, E.; Kohlhaas, A.; Pramono, A. (1999). “Conservation status of Sulawesi macaques”. Tropical Biodiversity 6:  123-144.
- Riley, E. (2007). “The human-macaque interface: conservation implications of current and future overlap and conflict in Lore Lindu National Park, Sulawesi, Indonesia”. American Anthropologist 109 (3):  473-484. doi:10.1525/aa.2007.109.3.473.
- Supriatna, J. & Andayani, N. (2008). Macaca nigra. The IUCN Red List of Threatened Species 2008: e.T12556A3357272. doi:10.2305/IUCN.UK.2008.RLTS.T12556A3357272.en. Downloaded on 30 March 2020.